# Plateosaurus
Plateosaurus (gr. "lagarto ancho") es un género extinto de dinosaurio plateosáurido que vivió durante el período Triásico, hace entre 214 a 204 millones de años, en lo que hoy es Europa. Plateosaurus es un sauropodomorfo basal, uno de los así llamados "prosaurópodos". Su nombre probablemente significa "lagarto ancho", traducido de manera errónea como "lagarto plano". Se reconocen como válidas tres especies, la especie tipo desde 2019, Plateosaurus trossingensis del Noriense tardío y el Rhaetiense, Plateosaurus longiceps  de edad similar y el levemente más antiguo Plateosaurus gracilis del Noriano inferior. Sin embargo, otras especies han sido asignadas en el pasado, y no hay un consenso extendido sobre la taxonomía de las especies de los plateosáuridos. De igual manera, hay una plétora de sinónimos, nombres duplicados que no son válidos, a nivel de género. La especie tipo anterior, Plateosaurus engelhardti, fue cambiada por lo pobre y dudoso del material tipo.
Descubierto en 1834 por Johann Friedrich Engelhardt y descrito tres años más tarde por Hermann von Meyer, Plateosaurus fue el quinto género de dinosaurio nombrado que aún se considera válido. Aunque fue descrito antes de que Richard Owen nombrara formalmente a Dinosauria en 1842, no fue uno de los tres géneros usados por Owen para definir al grupo, dado que por entonces, era muy mal conocido y difícil de identificar como un dinosaurio. Se trata uno de los dinosaurios mejor conocidos por la ciencia: cerca de 100 esqueletos han sido encontrados, algunos de los cuales están casi completos. La abundancia de sus fósiles en Suavia, Alemania, ha llevado a que se le dé el apodo de Schwäbischer Lindwurm, en alemán, lindworm suavo.
Plateosaurus era un herbívoro bípedo con un largo cuello móvil, dientes afilados pero rechonchos para triturar plantas, poderosos miembros traseros, brazos cortos pero musculosos y manos prensiles con grandes garras en tres de sus dedos, posiblemente usadas para defenderse y alimentarse. De manera inusual para un dinosaurio, Plateosaurus mostraba una fuerte variación en su desarrollo, en vez de tener un tamaño adulto más o menos uniforme, los individuos completamente desarrollados variaban entre 4,8 a 10 metros de largo y pesaban entre 600 a 4000 kilogramos. Comúnmente, estos animales vivían al menos entre 12 a 20 años, pero su esperanza de vida máxima es desconocida.
A pesar de la gran cantidad y la excelente calidad del material fósil, Plateosaurus fue durante mucho tiempo uno de los dinosaurios menos comprendidos. Algunos investigadores propusieron teorías que más tarde se mostró que contradecían la evidencia geológica y paleontológica, pero estas se volvieron parte del imaginario popular. Desde 1980 la taxonomía, sus relaciones, la tafonomía, como sus restos quedaron enterrados y se fosilizaron, la biomecánica, como funcionaba su estructura ósea, y la paleobiología, circunstancias de la vida, de Plateosaurus han sido reexaminadas en detalle, lo que ha llevado a alterar la interpretación de la biología, postura y comportamiento del animal.

## Descripción

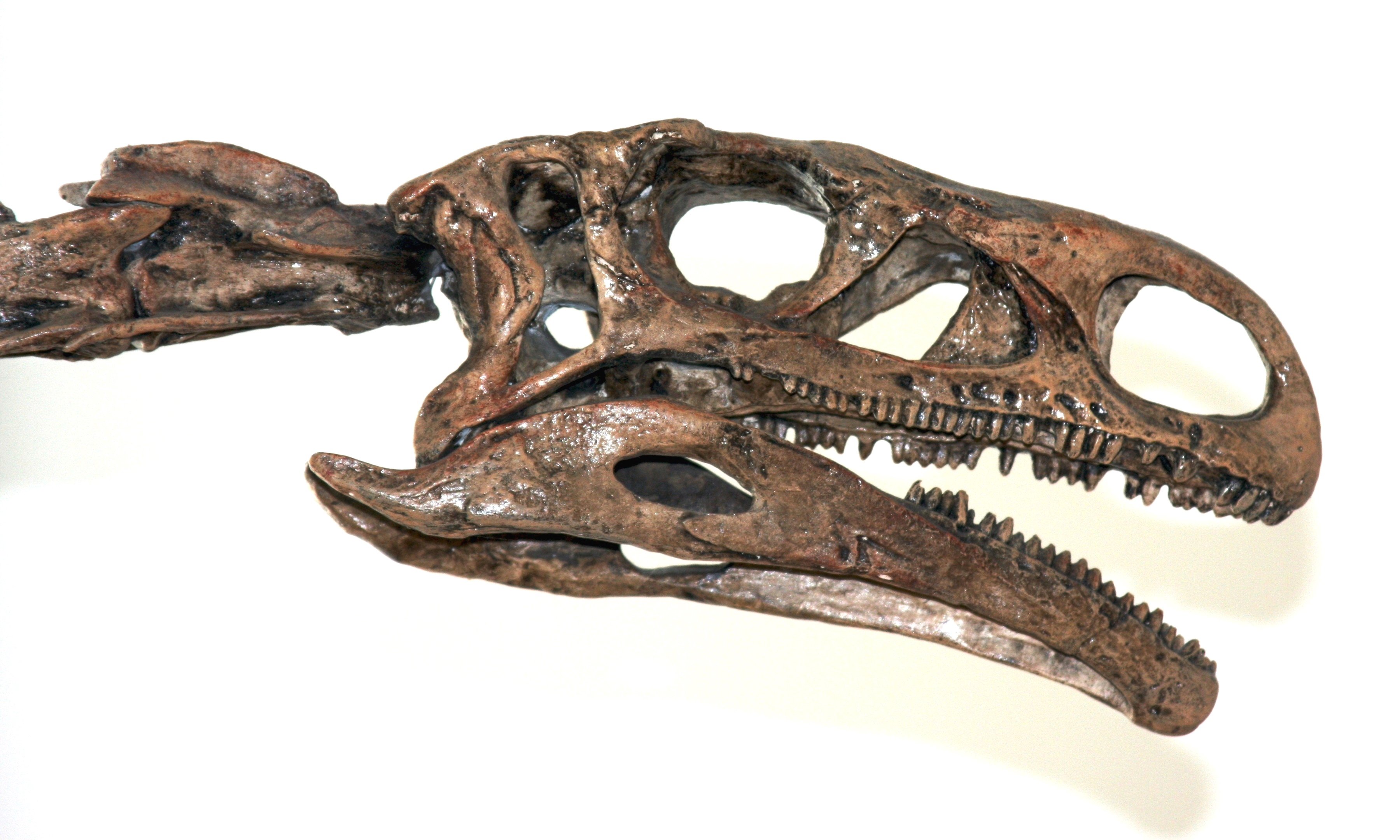
Réplica del cráneo de P. engelhardti, Museo Real de Ontario.

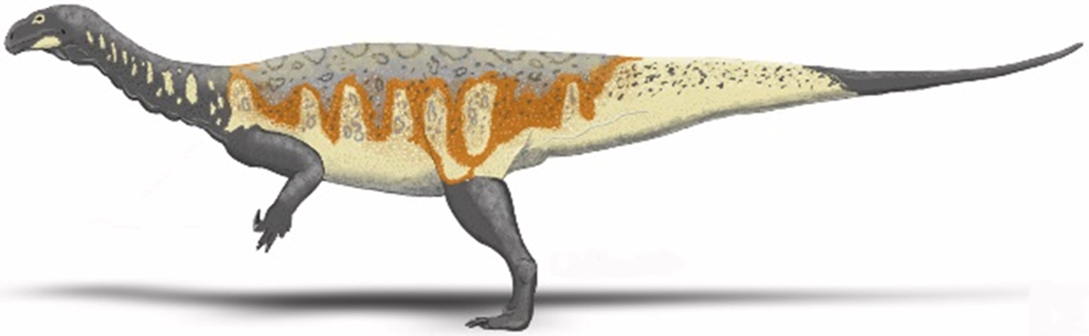
Recreación de un Plateosaurus engelhardti.

Plateosaurus tenía la forma corporal típica de un dinosaurio bípedo herbívoro, un cráneo pequeño, un cuello largo y flexible compuesto de 10 vértebras cervicales, un cuerpo robusto y una larga cola compuesta de al menos 40 vértebras caudales. Los brazos de Plateosaurus eran muy cortos, incluso comparados con los de muchos otros "prosaurópodos". Aun así, poseían una constitución robusta, con manos adaptadas para tomar objetos. La cintura escapular era estrecha, con frecuencia, se la muestra desalineada en las monturas y dibujos de esqueletos, y sus clavículas terminaban tocándose en la línea media del cuerpo, como en otros sauropodomorfos basales. Los miembros posteriores se mantenían bajo el cuerpo, con las rodillas y tobillos levemente flexionados, y el pie era digitígrado, lo que significa que el animal caminaba apoyándose sobre sus dedos. Las patas proporcionalmente largas y el metatarso muestran que Plateosaurus podía correr rápidamente con sus patas. La cola de Plateosaurus era la típica de los dinosaurios, musculosa y con gran movilidad.
El cráneo de Plateosaurus es pequeño y estrecho, rectangular al ser visto de lado, y casi tres veces más largo que alto. Tenía un foramen temporal lateral casi rectangular en la parte posterior. Las grandes órbitas oculares, la fenestra anteorbital de aspecto casi triangular y las narinas son casi del mismo tamaño. Las mandíbulas tenían varios dientes pequeños en forma de hoja: de 5 a 6 en el premaxilar, 24 a 30 en el maxilar, y 21 a 28 en el dentario. Las gruesas coronas romas de los dientes, que contaban con bordes aserrados le permitían triturar la materia vegetal. La posición baja de la mandíbula le daba a los músculos masticatorios un efecto de palanca, de modo que Plateosaurus podría realizar una poderosa mordida. Estos rasgos en conjunto sugieren que se alimentaba principal o exclusivamente de plantas. Sus ojos apuntan directamente a los lados, más que al frente, proveyendo una visión periférica completa para vigilar a los posibles depredadores. Algunos de los esqueletos fósiles han preservado los anillos escleróticos (los anillos de placas óseas que protegen el ojo).

Comparación de tamaño entre el tamaño máximo de P. engelhardti y un ser humano.

Las costillas se conectaban a las vértebras de la espalda con dos articulaciones, actuando juntas como una única bisagra, lo cual le ha permitido a los investigadores reconstruir las posiciones de inhalación y exhalación de la caja torácica. La diferencia de volumen entre ambas posiciones definen el volumen de aire intercambiado, la cantidad de aire movido en cada respiración, determinándose que serían aproximadamente 20 litros para un individuo de Plateosaurus con un peso estimado en 690 kilogramos, o 29 ml/kg de peso corporal. Este es un valor típico para las aves, pero no para los mamíferos, e indica que Plateosaurus probablemente tenía un sistema de circulación de aire en los pulmones similar al de las aves; esto implicaría que tendría también una neumatización del esqueleto, con sacos aéreos del pulmón invadiendo los huesos que además permitían aligerar su peso. Los indicios de esta condición no fueron reconocidos sino hasta 2010 y solo se han hallado en los huesos de algunos individuos. Combinado con la evidencia de la histología de los huesos esto indica que Plateosaurus era endotermo.
La especie tipo de Plateosaurus es P. trossingensis. Los adultos de esta especie alcanzaban 4,8 a 10 metros de longitud, y variaban en masa de 600 a 4000 kilogramos. La especie geológicamente más antigua, P. gracilis, anteriormente denominada Sellosaurus gracilis, era algo menor, con una longitud total de 4 a 5 metros.

## Descubrimiento e investigación
Los fósiles de Plateosaurus gracilis, la especie más antigua, fueron hallados en la formación geológica de Löwenstein del Noriano inferior. P. engelhardti data de la más reciente Formación Löwensteinde Noriano superiory por ultmo P. longiceps de  la formación Trossingen, Noriano superior, y rocas de edades equivalentes. Plateosaurus por lo tanto probablemente vivió aproximadamente entre 214 a 204 millones de años antes del presente.

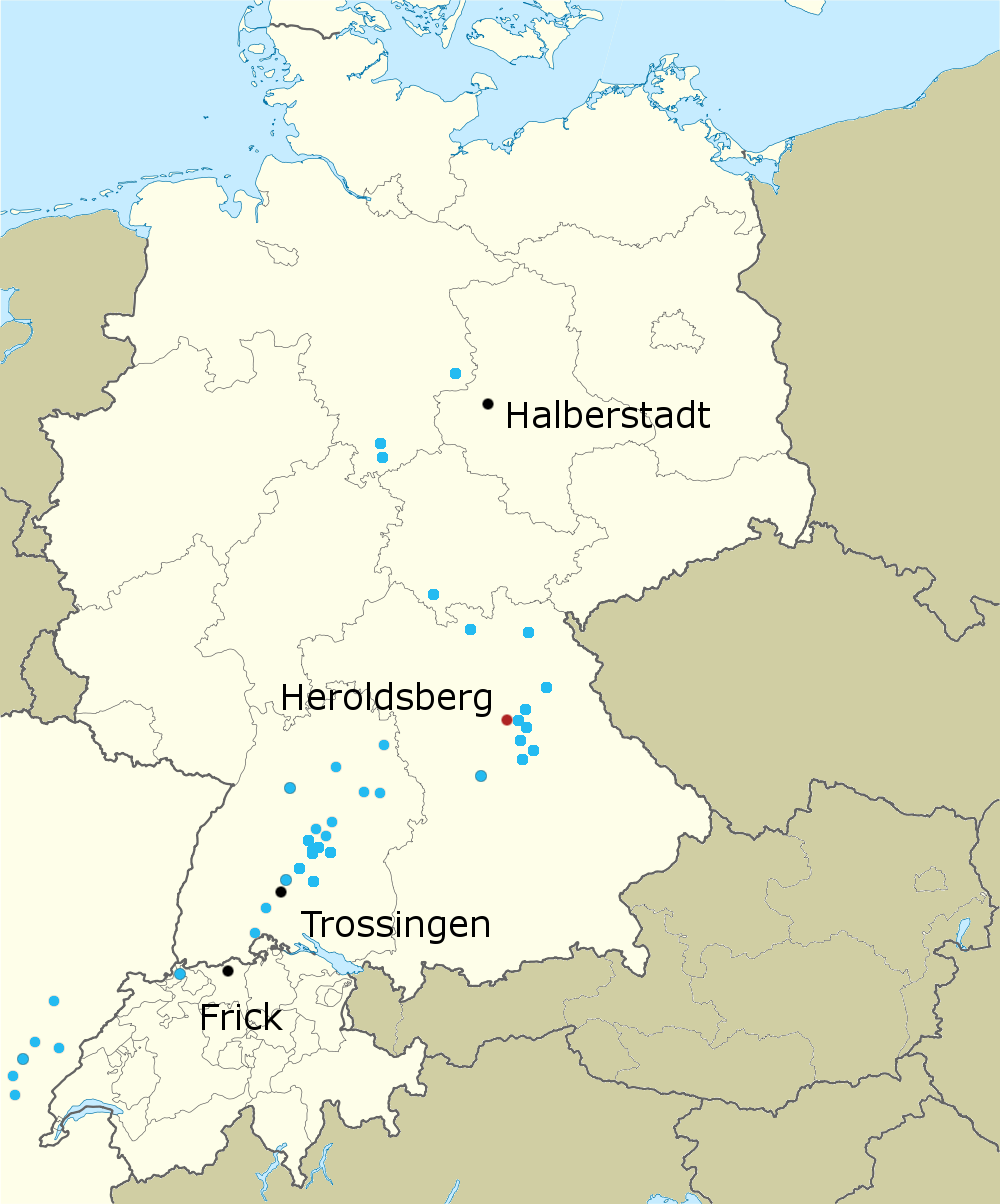
Mapa de las más importantes localidades de Plateosaurus. En rojo, la probable localidad tipo Heroldsberg, en negro los sitios con varios especímenes bien preservados. Las demás localidades en azul.

En 1834, el físico Johann Friedrich Engelhardt descubrió algunas vértebras y huesos de las patas en Heroldsberg cerca de Nuremberg, Alemania. Tres años más tarde el paleontólogo Hermann von Meyer los designó como el espécimen holotipo de un nuevo género, Plateosaurus. Desde entonces, los restos de cerca de 100 individuos de Plateosaurus han sido descubiertos en varios yacimientos europeos.
El material asignado a Plateosaurus ha sido hallado en cerca de 50 localidades en Alemania, mayormente a lo largo de los valles de los ríos Neckar y Pegnitz, Suiza, en Frick y Francia. Tres localidades son de especial importancia, debido a que han producido especímenes en grandes números e inusualmente, de buena calidad: cerca de Halberstadt en Sajonia-Anhalt, Trossingen en Baden-Württemberg, ambas de Alemania y Frick en Suiza. Entre las décadas de 1910 a 1930, las excavaciones en una fosa de arcilla en Sajonia-Anhalt revelaron entre 39 a 50 esqueletos que pertenecían a Plateosaurus, junto con dientes y algunos huesos del terópodo Liliensternus, y dos esqueletos y fragmentos de la tortuga Proganochelys. Parte del material de plateosáurido fue asignado a P. longiceps, una especie descrita por el paleontólogo Otto Jaekel en 1914. La mayor parte del material encontrado allí fue enviando al Museo de Historia Natural de Berlín, en el que una cantidad importante de fósiles fue destruida durante la Segunda Guerra Mundial. La cantera de Halberstadt quedó posteriormente cubierta por una urbanización.

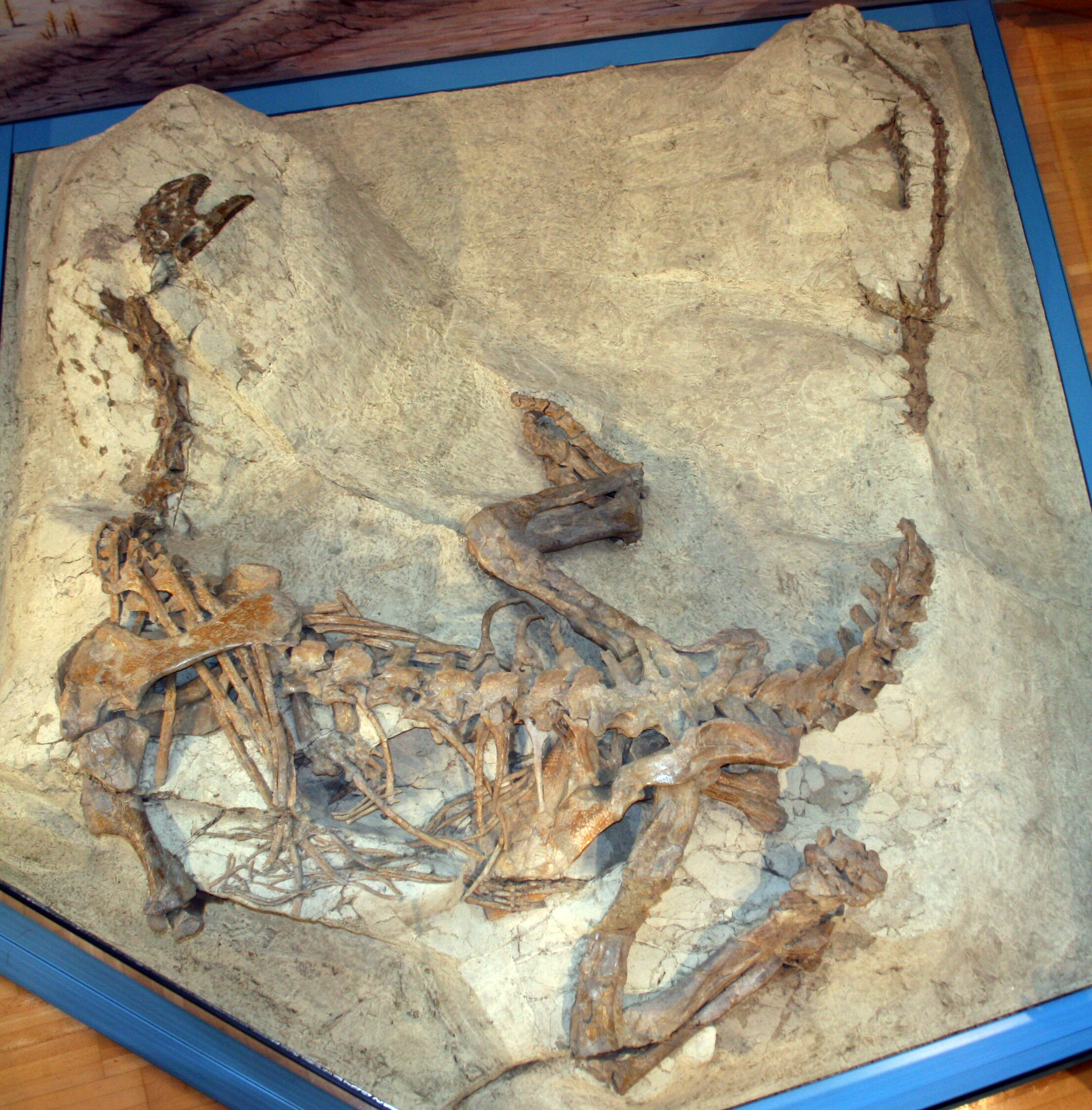
P. engelhardti, número de colección MSF 23 del Sauriermuseum Frick, Suiza, en vista dorsal. Este es el esqueleto más completo de Plateosaurus de Frick.

La segunda localidad principal alemana con hallazgos de P. engelhardti, una cantera en Trossingen en la Selva Negra, fue excavada repetidamente en el siglo XX. Entre 1911 a 1932, las excavaciones durante seis salidas de campo lideradas por los paleontólogos alemanes Eberhard Fraas entre 1911 y 1912, Friedrich von Huene entre 1921 a 1923, y finalmente Reinhold Seemann en 1932 revelaron un total de 35 esqueletos completos o parciales de Plateosaurus, así como restos fragmentarios de aproximadamente 70 individuos más. El gran número de especímenes de Suavia causó que el paleontólogo alemán Friedrich August von Quenstedt apodara al animal Schwäbischer Lindwurm (lindworm suavo o dragón suavo).
 La mayor parte del material de Trossingen quedó también destruido en 1944, cuando el Naturaliensammlung en Stuttgart, predecesor del Museo Estatal de Historia Natural de Stuttgart,  conocido con el aceonimo SMNS, fue incendiado tras una incursión de bombardeo de los Aliados. Afortunadamente, un estudio de 2011 del conservador del SMNS Rainer Schoch encontró por lo menos los hallazgos de la excavación de Seemann de 1932, en sus palabras «el material científico más valioso aún está disponible».
Los esqueletos de Plateosaurus de la fosa de arcilla de Tonwerke Keller AG en Frick, Suiza, fueron reconocidos por primera vez en 1976. Aunque los huesos están con frecuencia deformados de manera significativa por los procesos tafonómicos, Frick ha producido esqueletos de P. trossingensis comparables en integridad y posición a los de Trossingen y Halberstadt. Martin Sander, paleontólogo de la Universidad de Bonn, indicó que el área se podría extender por 1,5 kilómetros, convirtiéndolo en el yacimiento de fósiles más grande de Europa. Se estima que se podrían encontrar los restos de un dinosaurio cada 100 metros cuadrados.

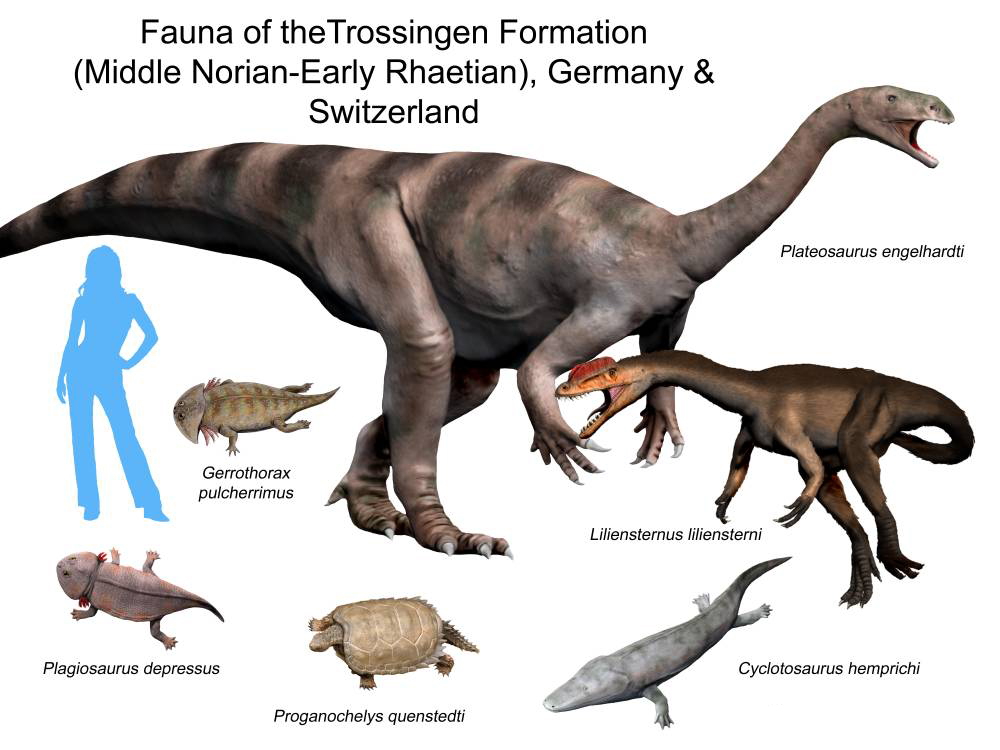
Fauna de la formación Trossingen.

En 1997, trabajadores de una plataforma petrolífera del campo petrolero de Snorre, localizada en el extremo norte del Mar del Norte, tropezaron con un fósil al que consideraron como material vegetal mientras taladraban a través de arenisca para la explotación petrolera. El núcleo de la perforación fue extraído de 2256 metros por debajo del suelo marino. En 2003, el espécimen fue enviado a Jørn H. Hurum, paleontólogo en Universidad de Oslo para su estudio. Después de consultar a Martin Sander y Nicole Klein, paleontólogos de la Universidad de Bonn, se analizó la microestructura ósea y concluyeron que la roca preservaba tejido óseo fibroso de un fragmento de un hueso de las extremidades perteneciente a Plateosaurus, convirtiéndolo en el primer dinosaurio hallado en Noruega y el hallado a mayor profundidad. También se ha hallado material de Plateosaurus en la Formación Fleming Fjord del este de Groenlandia.

### Material tipo
El material tipo de Plateosaurus engelhardti incluye «aproximadamente 45 fragmentos óseos», de los cuales cerca de la mitad se han perdido. El resto del material fue almacenado en el Instituto de Paleontología de la Universidad de Erlangen-Nuremberg, Alemania. A partir de estos huesos, el paleontólogo alemán Markus Moser en 2003 seleccionó un sacro parcial, una serie de vértebras de la cadera fusionadas, como un lectotipo. La localidad tipo no se conoce a ciencia cierta, pero Moser trató de inferirla a partir de publicaciones previas y el color y el tipo de preservación de los huesos. Concluyó que el material probablemente se recuperó de Buchenbühl, aproximadamente a 2 kilómetros al sur de Heroldsberg. Sin embargo, el lectotipo de P. englehardti no se puede distinguir de P. longiceps o P. trossingensis.
El espécimen tipo de Plateosaurus gracilis, un postcráneo incompleto, es conservado en el Staatliches Museum für Naturkunde Stuttgart, Alemania. La localidad tipo es Heslach, un suburbio de Stuttgart, Alemania.
El espécimen tipo de Plateosaurus longiceps es MB R.1937, que está almacenado en el Museum für Naturkunde de Berlín. Su localidad tipo es Halberstadt, ubicada en Sajonia-Anhalt y el miembro Knollenmergel de la formación Trossingen.

### Etimología
La etimología del nombre Plateosaurus no es completamente clara. Moser señaló que la descripción original no contenía esa información, y varios autores han ofrecido diferentes interpretaciones. El geólogo alemán Hanns Bruno Geinitz en 1846 lo llama πλατυς, breit, en español "ancho". En el mismo año, Agassiz ofreció el griego antiguo πλατη, platê, "aleta", "timón", lo tradujo como el latín pala como "azada" o "remo" y σαυρος, sauros, "lagarto". Agassiz por lo tanto renombró al género Platysaurus, probablemente del griego πλατυς, platys, "ancho, plano, de espaldas anchas", creando un sinónimo más moderno inválido. Los autores posteriores frecuentemente se refieren a esta derivación, en especial al segundo significado que es "plano" de platys, por lo que Plateosaurus es traducido frecuentemente como "lagarto plano".
Con frecuencia, se ha afirmado que platys se supone que se referiría a los restos aplanados, por ejemplo los dientes lateralmente aplanados de Plateosaurus, lo cual es imposible debido a que los dientes y los huesos aplanados como los pubis y algunos elementos craneales eran desconocidos en el momento de su descripción original. En 1855, von Meyer publicó una detallada descripción de Plateosaurus con ilustraciones, pero de nuevo no dio detalles de su etimología. Se refirió repetidamente a su tamaño gigantesco, "Riesensaurus" como lagarto gigante y a sus grandes extremidades, "schwerfüssig", comparando a Plateosaurus con los grandes mamíferos terrestres modernos, pero no describió ningún rasgo importante que encaje con el término «plano» o «en forma de remo».
Además de sus descripciones científicas formales, von Meyer también dio una conferencia pública sobre reptiles fósiles en 1851 que incluyó una breve mención de Plateosaurus. Esa charla y una posterior sobre mamíferos fósiles se convirtieron en un libro para la audiencia general publicado en 1852, titulado "Über die Reptilien und Säugethiere der verschiedenen Zeiten der Erde", en castellano "Sobre los reptiles y mamíferos de los diferentes períodos de tiempo de la Tierra". En el texto alemán, en la página 44, von Meyer describió brevemente Plateosaurus y mencionó que tenía "breite, starke Gliedmaassenknochen", que se traduce como "huesos de las extremidades anchos y fuertes". Porque su descripción original de Plateosaurus en 1837 destacó la similitud de los huesos de sus extremidades grandes con los de Megalosaurus e Iguanodon, un significado "lagarto ancho" para el nombre Plateosaurus para referirse en particular a sus huesos robustos de las extremidades parecería plausible.

### Distintas especies

#### Especies válidas

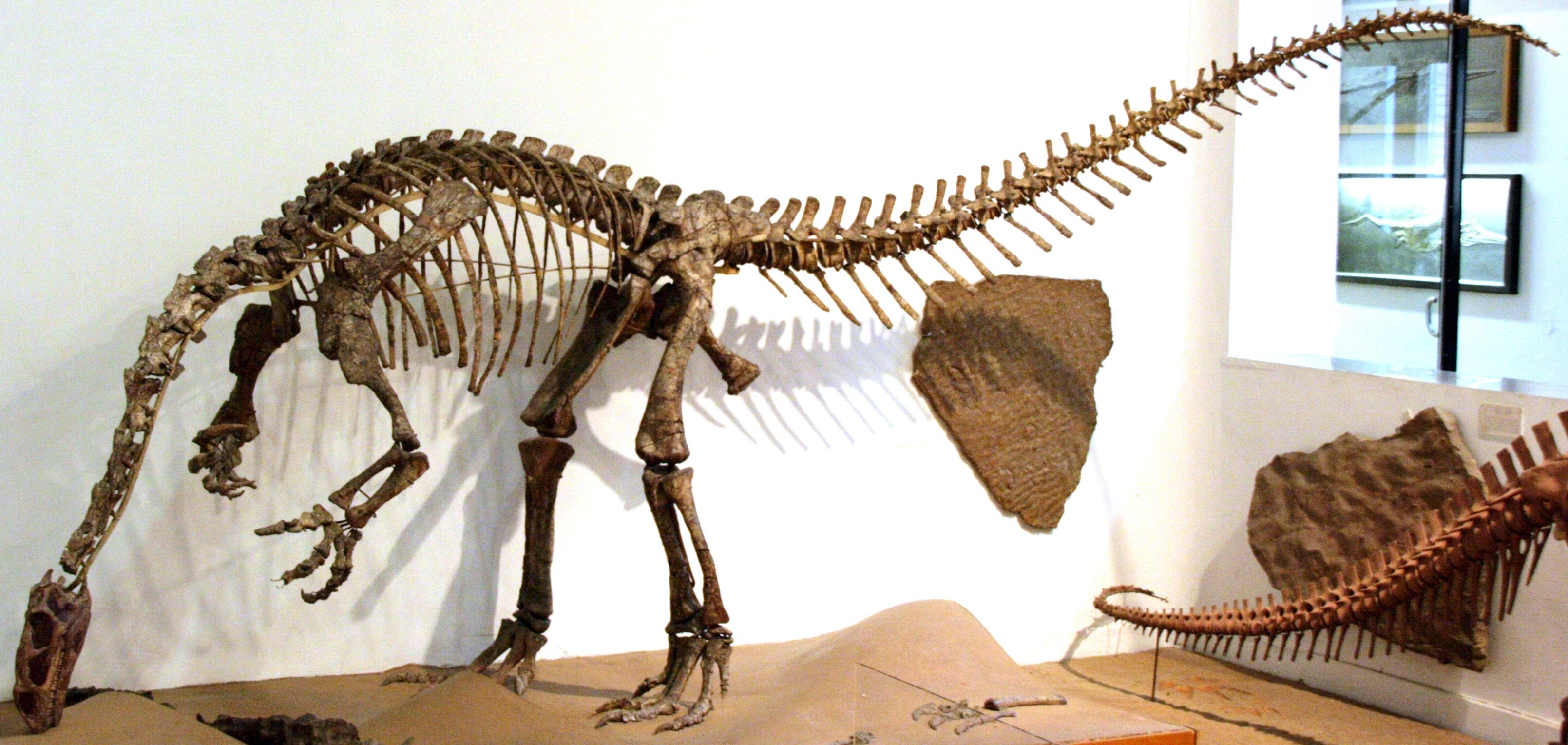
Montura de P. engelhardti GPIT/RE/7288, un individuo casi completo de Trossingen en el museo del Instituto de Geociencias de la Eberhard-Karls-University Tübingen, Alemania. Anatómicamente, esta muestra creada bajo la dirección de Friedrich von Huene es una de las mejores en el mundo, siendo epítome de la perspectiva ágil, bípeda y digitígrada de Plateosaurus confirmada por la investigación reciente.

La historia taxonómica de Plateosaurus ha sido considerada como «larga y confusa», un «caótico enredo de nombres». A partir de 2019, solo tres especies son universalmente aceptadas como válidas. Las especies tipo P. trossingensis, P. longiceps y P. gracilis, previamente asignadas a su propio género Sellosaurus . El paleontólogo británico Peter Galton mostró claramente que todo el material craneano procedente de Trossingen, Halberstadt y Frick pertenecen a una sola especie. Moser llevó a cabo la más extensa y detallada investigación de todo el material de plateosáuridos de Alemania y Suiza, concluyendo que todo el material de Plateosaurus y la mayor parte del material de prosaurópodo de Keuper pertenecen a la misma especie que el material tipo de Plateosaurus engelhardti. Sin embargo, esto es problemático debido al estado no diagnóstico del lectotipo. Moser consideró a Sellosaurus como integrante del mismo género que Plateosaurus, pero no discutió si S. gracilis y P. engelhardti pertenecían a la misma especie. El paleontólogo Adam Yates de la Universidad de Witwatersrand añadió nuevas dudas a la separación de ambos géneros; incluyó el material tipo de Sellosaurus gracilis en Plateosaurus como P. gracilis y reintrodujo el antiguo nombre Efraasia para parte del material que había sido asignado a Sellosaurus. En 1926, von Huene ya había concluido que los dos géneros eran uno solo.
Yates ha advertido que P. gracilis podría ser un metataxón, lo cual significa que no hay evidencia de que el material asignado a este sea monofilético, perteneciente a una sola especie, o que sea parafilético, perteneciente a varias especies. Esto se debe a que el holotipo de P. (Sellosaurus) gracilis no tiene cráneo, y los otros especímenes consisten de cráneos y material que no es comparable con el holotipo, como para poder establecer si pertenecen al mismo taxón. Es por lo tanto posible que el material conocido contenga más especies pertenecientes a Plateosaurus.
Algunos científicos consideran que otras especies también son válidas, por ejemplo, P. erlenbergensis y P.engelhardti. Estas afirmaciones son problemáticas ya que tanto P. erlenbergensis como P. engelhardti tienen especímenes de tipo no diagnóstico.

#### Especies no válidas

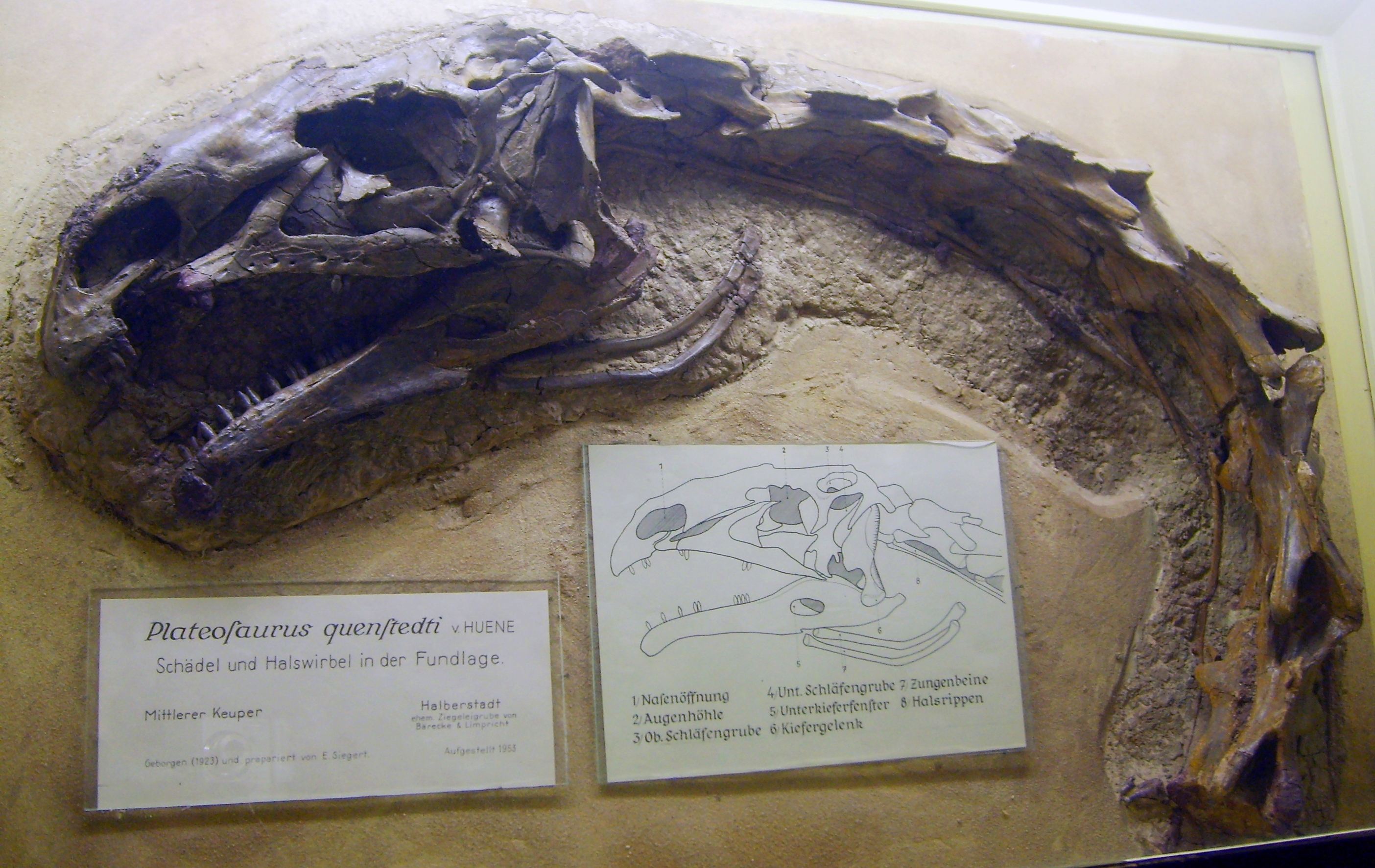
Cráneo y cuello de Plateosaurus engelhardti, anteriormente P. quenstedti, en el Museo de Historia Natural de Berlín.

Todas las especies nombradas de Plateosaurus excepto la especie tipo y P. gracilis han terminado siendo sinónimos más modernos de la especie tipo o nombres inválidos. Von Huene prácticamente designó una nueva especie y a veces un nuevo género para cada uno de los hallazgos relativamente completos de Trossingen. En total nombró tres especies de Pachysaurus y siete de Plateosaurus y de Halberstadt, una especie de Gresslyosaurus y ocho de Plateosaurus. Más tarde, invalidaría a varias de estas especies, pero siguió convencido de que había más de un género y más de una especie de Plateosaurus presente en ambas localidades. Jaekel también creyó que el material de Halberstadt incluía a varios dinosaurios plateosáuridos, así como a prosaurópodos no plateosáuridos. La investigación sistemática de Galton redujo drásticamente el número de géneros y especies. Galton propuso la sinonimización de todo el material craneano, y describió las diferencias entre los sintipos de P. engelhardti y el material de Trossingen, que refirió a P. longiceps. Galton reconoció que P. trossingensis, P. fraasianus y P. integer eran idénticos a P. longiceps. Markus Moser, sin embargo, mostró que P. longiceps es en sí mismo un sinónimo más moderno de P. engelhardti. Más aún, una variedad de especies en otros géneros fueron creados para el material perteneciente a P. engelhardti, incluyendo a Dimodosaurus poligniensis, Gresslyosaurus robustus, Gresslyosaurus torgeri, Pachysaurus ajax, Pachysaurus giganteus, Pachysaurus magnus y Pachysaurus wetzelianus. G. ingens se ha considerado independiente de Plateosaurus, pendiente de una revisión del material.
El cráneo de AMNH FARB 6810, hallado en Trossingen en 1925, es el mejor preservado de Plateosaurus a pesar de que fue hallado desarticulado y por lo tanto solo estaba disponible como huesos separados, fue descrito nuevamente en un artículo de 2011. Los autores de esta publicación, los paleontólogos Albert Prieto-Márquez y Mark A. Norell, refirieron este cráneo a P. erlenbergensis, una especie erigida en 1905 por Friedrich von Huene. Si el holotipo de P. erlenbergensis es diagnóstico, es decir, que tiene suficientes rasgos para distinguirlo de otros materiales fósiles, entonces es el nombre correcto para el material asignado a P. longiceps Jaekel, 1913. No obstante, de acuerdo con el último estudio detallado del material holotipo de P. engelhardti por Markus Moser, P. erlenbergensis es un sinónimo más moderno de P. engelhardti.
Aparte de los fósiles claramente pertenecientes a Plateosaurus, hay varios materiales de prosaurópodos de Knollenmergel en colecciones de museos que están etiquetados como Plateosaurus, pero que no pertenecen a la especie tipo y posiblemente ni siquiera a Plateosaurus en absoluto. Parte de este material no es diagnóstico; algunos otros de los fósiles han sido reconocidos como diferentes, pero no han sido descritos de forma adecuada.

#### Especies dudosas o inválidas

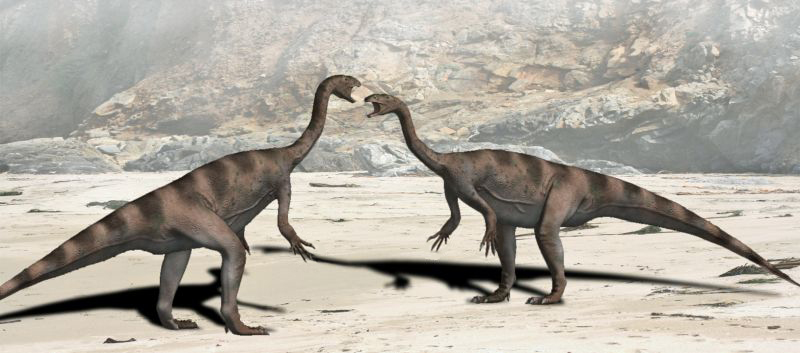
Recreación de dos Platerosaurus.

Muchas especies de Plateosaurus son consideradas inválidas o dudosas debido a su naturaleza fragmentaria o a lo pobremente conservado de los restos. Especies como P. erlenbergiensis son dificultosas de determinar debido a que al holotipo le faltan el sacro, ilion y la parte proximal del pubis, huesos importantes para determinar su validez.
- P. carinatus (Owen, 1854 (originalmente Massospondylus) = Massospondylus carinatus
- P. cullingworthi (Haughton, 1924) = Plateosauravus cullingworthi
- P. elisae (N.D.) (Sauvage, 1907) = P. ?engelhardti
- P. fraasianus (Huene, 1932) = P. longiceps
- P. ingens (N.D.) (Rütimeyer, 1856) (originalmente Gresslyosaurus) = Gresslyosaurus ingens
- P. integer (Fraas vide Huene, 1915 = P.longiceps
- P. poligniensis (?N.D.) (Pidancet & Chopard, 1862) (originalmente Dimodosaurus) = Dimodosaurus poligniensis
- P. quenstedti (N.D.) (Koken, 1900) (originalmente Zanclodon) = "Z." quenstedti
- P. robustus (N.D.) (Huene, 1907-08) (originalmente Gresslyosaurus) = "Gresslyosaurus" robustus
- P. torgeri (Jaekel, 1911) (originalmente Gresslyosaurus) = "G." torgeri
- P. trossingensis (Frass, 1914) = P. longiceps
- "P." ornatus (N.D.) (Huene, 1907-08) > Sauropodomorpha incertae sedis
- "P." plieningeri (N.D.) (Huene, 1907-08) > Sauropodomorpha incertae sedis
- "P." reinigeri (N.D.) (Huene, 1905) > Sauropodomorpha incertae sedis
- "P." stormbergensis (N.D.) (Broom, 1915) > Sauropodomorpha incertae sedis

## Clasificación
El género Plateosaurus se encuadra en un grupo de dinosaurios herbívoros primitivos conocidos como "prosaurópodos". El nombre de este grupo es obsoleto, ya que «Prosauropoda» no es una agrupación monofilética, motivo por el cual se le cita entre comillas, y muchos investigadores prefieren usar el término sauropodomorfo basal. Plateosaurus fue el primer "prosaurópodo" en ser descrito. Inicialmente, cuando el género era poco conocido, solo fue incluido en Sauria, siendo por tanto alguna clase de reptil, pero sin estar en ningún otro taxón definido más estrictamente. En 1845, von Meyer creó el grupo Pachypodes, un sinónimo obsoleto de Dinosauria, para incluir a Plateosaurus, Iguanodon, Megalosaurus e Hylaeosaurus. Posteriormente, Othniel Charles Marsh en 1895 propuso la familia Plateosauridae para incluir a Plateosaurus, dentro del infraorden Theropoda. Von Huene propondría su traslado a "Prosauropoda", una clasificación que fue aceptada por la mayoría de los paleontólogos. Antes de la llegada de la cladística a la paleontología durante la década de 1980, con su énfasis en grupos monofiléticos, llamados clados, Plateosauridae estaba vagamente definida como un grupo de especies de sauropodomorfos caracterizadas por sus pies y manos anchos, con cráneos relativamente grandes, a diferencia de los pequeños "anquisáuridos" y los "melanorosáuridos" que eran más similares a los saurópodos. La revaluación de los "prosaurópodos" a la luz de los nuevos métodos de análisis llevó a la reducción de la familia Plateosauridae. A lo largo del siglo XX, el clado solamente incluyó a Plateosaurus y a varios de los sinónimos más modernos de este, pero se consideró posteriormente incluir a otro género de sauropodomorfo, Sellosaurus y posiblemente también a Unaysaurus. No obstante, se considera muy probable que Sellosaurus sea en realidad otro sinónimo de Plateosaurus.

### Filogenia
Filogenia de los sauropodomorfos basales simplificada a partir del análisis de Yates, 2007. Este es solo uno de los muchos cladogramas propuestos para los sauropodomorfos basales. Algunos investigadores no están de acuerdo con que los plateosáuridos fueran los ancestros directos de los saurópodos.

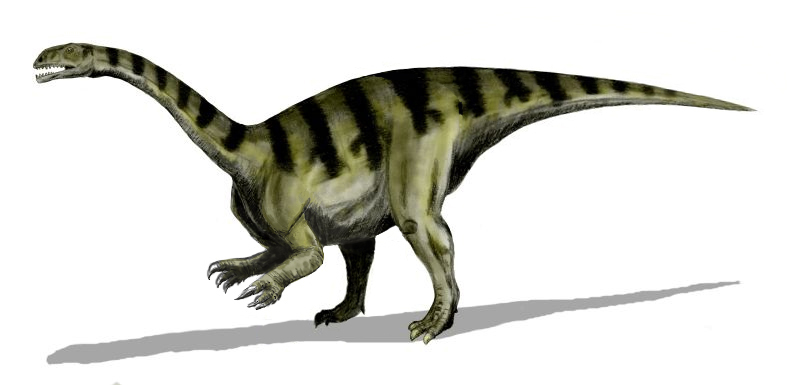
Recreación en vida de P. gracilis, anteriormente conocido como Sellosaurus gracilis.

|  | Unaysaurus   |
|  |              |
|  | Plateosaurus |
|  |              |

|  | Riojasaurus   |
|  |               |
|  | Eucnemesaurus |
|  |               |

|  | Massospondylus                                                   |
|  |                                                                  |
|  | \| \| Coloradisaurus \| \| \| \| \| \| Lufengosaurus \| \| \| \| |
|  |                                                                  |
|  | Coloradisaurus                                                   |
|  |                                                                  |
|  | Lufengosaurus                                                    |
|  |                                                                  |

|  | Coloradisaurus |
|  |                |
|  | Lufengosaurus  |
|  |                |

|  | Jingshanosaurus |
|  |                 |
|  | Anchisauria     |
|  |                 |

|  | Massospondylus                                                   |
|  |                                                                  |
|  | \| \| Coloradisaurus \| \| \| \| \| \| Lufengosaurus \| \| \| \| |
|  |                                                                  |
|  | Coloradisaurus                                                   |
|  |                                                                  |
|  | Lufengosaurus                                                    |
|  |                                                                  |

|  | Coloradisaurus |
|  |                |
|  | Lufengosaurus  |
|  |                |

|  | Jingshanosaurus |
|  |                 |
|  | Anchisauria     |
|  |                 |

|  | Riojasaurus   |
|  |               |
|  | Eucnemesaurus |
|  |               |

|  | Massospondylus                                                   |
|  |                                                                  |
|  | \| \| Coloradisaurus \| \| \| \| \| \| Lufengosaurus \| \| \| \| |
|  |                                                                  |
|  | Coloradisaurus                                                   |
|  |                                                                  |
|  | Lufengosaurus                                                    |
|  |                                                                  |

|  | Coloradisaurus |
|  |                |
|  | Lufengosaurus  |
|  |                |

|  | Jingshanosaurus |
|  |                 |
|  | Anchisauria     |
|  |                 |

|  | Massospondylus                                                   |
|  |                                                                  |
|  | \| \| Coloradisaurus \| \| \| \| \| \| Lufengosaurus \| \| \| \| |
|  |                                                                  |
|  | Coloradisaurus                                                   |
|  |                                                                  |
|  | Lufengosaurus                                                    |
|  |                                                                  |

|  | Coloradisaurus |
|  |                |
|  | Lufengosaurus  |
|  |                |

|  | Jingshanosaurus |
|  |                 |
|  | Anchisauria     |
|  |                 |

|  | Unaysaurus   |
|  |              |
|  | Plateosaurus |
|  |              |

|  | Riojasaurus   |
|  |               |
|  | Eucnemesaurus |
|  |               |

|  | Massospondylus                                                   |
|  |                                                                  |
|  | \| \| Coloradisaurus \| \| \| \| \| \| Lufengosaurus \| \| \| \| |
|  |                                                                  |
|  | Coloradisaurus                                                   |
|  |                                                                  |
|  | Lufengosaurus                                                    |
|  |                                                                  |

|  | Coloradisaurus |
|  |                |
|  | Lufengosaurus  |
|  |                |

|  | Jingshanosaurus |
|  |                 |
|  | Anchisauria     |
|  |                 |

|  | Massospondylus                                                   |
|  |                                                                  |
|  | \| \| Coloradisaurus \| \| \| \| \| \| Lufengosaurus \| \| \| \| |
|  |                                                                  |
|  | Coloradisaurus                                                   |
|  |                                                                  |
|  | Lufengosaurus                                                    |
|  |                                                                  |

|  | Coloradisaurus |
|  |                |
|  | Lufengosaurus  |
|  |                |

|  | Jingshanosaurus |
|  |                 |
|  | Anchisauria     |
|  |                 |

|  | Riojasaurus   |
|  |               |
|  | Eucnemesaurus |
|  |               |

|  | Massospondylus                                                   |
|  |                                                                  |
|  | \| \| Coloradisaurus \| \| \| \| \| \| Lufengosaurus \| \| \| \| |
|  |                                                                  |
|  | Coloradisaurus                                                   |
|  |                                                                  |
|  | Lufengosaurus                                                    |
|  |                                                                  |

|  | Coloradisaurus |
|  |                |
|  | Lufengosaurus  |
|  |                |

|  | Jingshanosaurus |
|  |                 |
|  | Anchisauria     |
|  |                 |

|  | Massospondylus                                                   |
|  |                                                                  |
|  | \| \| Coloradisaurus \| \| \| \| \| \| Lufengosaurus \| \| \| \| |
|  |                                                                  |
|  | Coloradisaurus                                                   |
|  |                                                                  |
|  | Lufengosaurus                                                    |
|  |                                                                  |

|  | Coloradisaurus |
|  |                |
|  | Lufengosaurus  |
|  |                |

|  | Jingshanosaurus |
|  |                 |
|  | Anchisauria     |
|  |                 |

## Tafonomía
La tafonomía, el proceso de enterramiento y fosilización de los tres principales sitios de Plateosaurus , Trossingen, Halberstadt y Frick, es inusual por varias razones. Los tres sitios son asociaciones monoespecíficas, lo que significa que contienen prácticamente a una sola especie, lo cual requiere de circunstancias muy especiales. Sin embargo, se han hallado en los tres sitios dientes aislados de terópodos , así como restos de la tortuga primitiva Proganochelys. Adicionalmente, un esqueleto parcial de "prosaurópodo" fue hallado en Halberstadt y no pertenece a Plateosaurus, pero está preservado en una posición similar. Todos los sitios han producido esqueletos parciales y completos de Plateosaurus, así como huesos aislados. Los esqueletos parciales tienden a incluir las extremidades posteriores y caderas, mientras que partes de la región anterior del cuerpo o el cuello son raramente hallados y aislados. Los animales eran todos adultos o subadultos, casi completamente desarrollados, no se conocen juveniles o crías. Los esqueletos completos y grandes partes del esqueleto que incluyen los miembros posteriores yacen en posición dorsal hacia arriba, como en las tortugas. Además, en su mayoría están bien articulados, y los miembros posteriores están preservados en una postura de zigzag, frecuentemente con los pies más enterrados en el sedimento que las caderas.

### Primeras interpretaciones

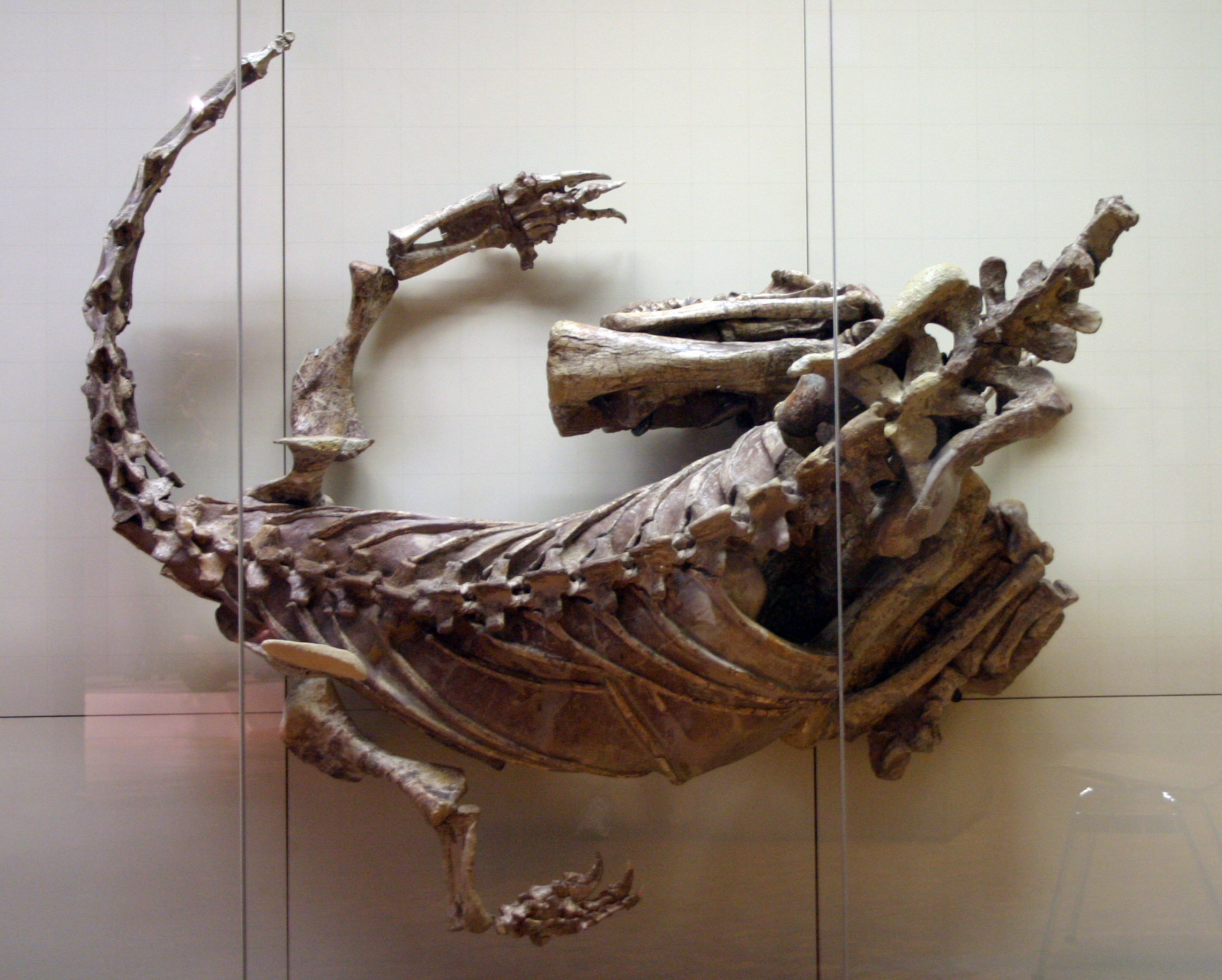
P. engelhardti, número de colección F 33 del Staatliches Museum für Naturkunde de Stuttgart, Alemania, en vista dorsal. El esqueleto fue preservado en articulación tal y como fue encontrado en Trossingen por Seemann en 1933. Tiene las extremidades posteriores dobladas como es típico en muchos hallazgos de Plateosaurus. De manera inusual, la parte anterior de cuerpo no está girada a un lado.

En la primera discusión publicada de los hallazgos de Trossingen de Plateosaurus, Fraas en 1913 sugirió que solo el enterrarse en el lodo permitiría la preservación del único esqueleto conocido por entonces. De manera similar, Jaekel interpretó que los hallazgos de Halberstadt corresponden a animales que vadeaban en pantanos demasiado profundos, que quedaron enterrados y terminaron por ahogarse. Concluyó por tanto que los restos parciales fueron transportados al depósito por el agua, y refutó enfáticamente que fuera resultado de una acumulación catastrófica. En contraste, von Huene interpretó el sedimento como depósitos eólicos, en que los animales más débiles, mayormente subadultos, sucumbieron a las duras condiciones de un desierto y terminaron hundiéndose en el lodo de pozas de agua temporales. Von Huene afirmó que la integridad de muchos de los hallazgos indicaba que no fueron transportados, y concluyó que los individuos parciales y huesos aislados eran resultado del pisoteo y la intemperie. Seemann desarrolló un escenario diferente, en el cual las manadas de Plateosaurus se congregaban en grandes pozas de agua, y algunos miembros de la manada eran empujados. Los animales más ligeros conseguían liberarse, mientras que los individuos más pesados se atascaban y morían.
Una escuela de pensamiento diferente se desarrolló casi un siglo después, con la sugerencia del paleontólogo David Weishampel de que los esqueletos de las capas inferiores contenían una manada que murió de manera catastrófica en una corriente de lodo, mientras que aquellos de las capas superiores se acumularon con el tiempo. Weishampel explicó la curiosa asociación monoespecífica al teorizar que Plateosaurus era muy común en su época. Esta teoría fue atribuida erróneamente a Seemann en un popular registro sobre los plateosáuridos en la colección del Instituto y Museo de Geología y Paleontología de la Universidad de Tubinga, y desde entonces se ha vuelto la explicación estándar en muchos sitios de Internet y en libros populares sobre dinosaurios. Rieber propuso un escenario más elaborado, el cual incluía que los animales murieron de sed o hambre, y quedaron concentrados en un solo punto debido a los flujos de lodo.

### Trampas de lodo
Una detallada revisión de la tafonomía realizada por el paleontólogo Martin Sander de la Universidad de Bonn, Alemania, encontró que la hipótesis del enterramiento en el lodo sugerida por primera vez por Fraas es correcta. Los animales que tenían o sobrepasaran cierto peso corporal se hundirían en el lodo, el cual se licuaba más a medida que los animales trataban de liberarse. De acuerdo con esto, el escenario de Sander, similar al propuesto para el conocido sitio fósil de Rancho La Brea, es el único que explica todos los datos tafonómicos: el grado de integridad de los cadáveres no fue influenciado por el transporte, lo cual es obvio por la carencia de indicios de transporte antes del enterramiento, sino más bien por el grado de consumo de los animales muertos por los carroñeros. Los juveniles de Plateosaurus y otros tipos de herbívoros eran demasiado ligeros como para quedar atrapados en el lodo o consiguieron liberarse por sí mismos, y por lo tanto no se preservaron. De igual forma, los terópodos carroñeros no quedaron atrapados debido a sus escaso peso corporal combinado con sus pies proporcionalmente grandes. No hay señal alguna de que los animales estuvieran reunidos en manada, o del catastrófico enterramiento de dicha manada, o de la súbita acumulación de animales que habían muerto previamente en algún otro lugar.

## Paleobiología

### Postura y andadura

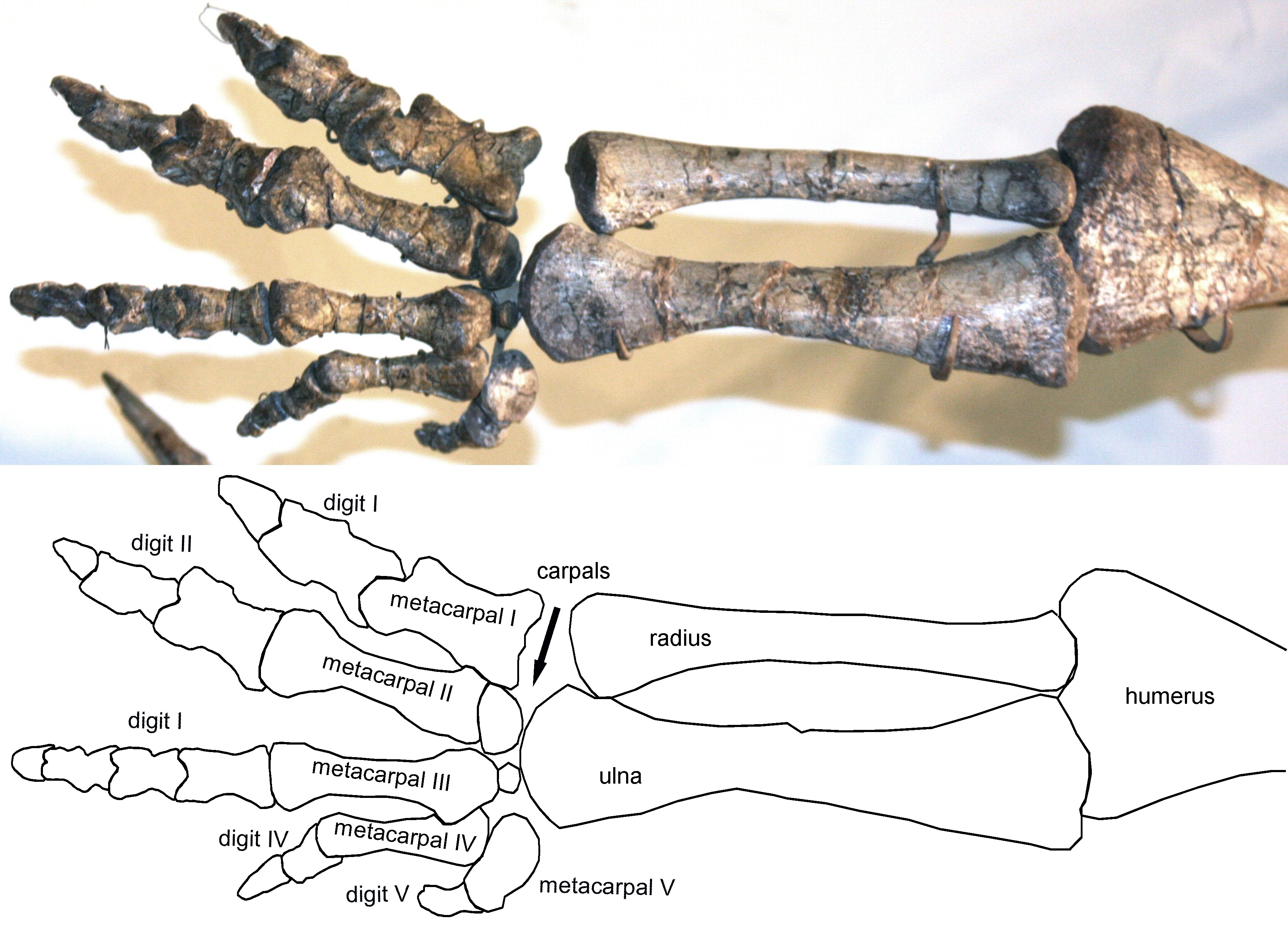
Vista dorsal del antebrazo izquierdo y la mano de P. engelhardti («Skelett 2») en el museo del Instituto de Geociencias de la Universidad Eberhard-Karls de Tübingen, Alemania. La forma del radio dicta que la mano no podía estar en pronación (con la palma girada hacia abajo), y por tanto no tenía un papel durante la locomoción.

En la literatura científica se ha sugerido prácticamente cada postura imaginable en algún momento para Plateosaurus. Von Huene asumió que era un bípedo digitígrado con miembros posteriores erguidos, basándose en los animales que excavó en Trossingen, con la columna sostenida en un ángulo empinado (al menos durante una locomoción rápida). En contraste, Jaekel, el principal investigador del material de Halberstadt, concluyó al principio que los animales caminaban de manera cuadrúpeda, y como los lagartos, tenía una postura extendida a los lados de sus extremidades, con pies plantígrados, y ondulando lateralmente el cuerpo al moverse. Solo un año después, Jaekel empezó a favorecer una desmañada postura parecida a la de un canguro saltando, un cambio de opinión por el cual fue ridiculizado por el zoólogo alemán Gustav Tornier, quien interpretó la forma de las superficies de las articulaciones en las caderas y hombros como típicas de los reptiles. Fraas, el primer excavador del lagerstätte de Trossingen, también favoreció la postura reptiliana. Müller-Stoll enumeró una serie de características requeridas para una postura con los miembros erguidos de las que supuestamente carecía Plateosaurus, concluyendo que las reconstrucciones basadas en lagartijas eran las correctas. No obstante, muchas de están adaptaciones en realidad están presentes en Plateosaurus. Desde 1980 en adelante, un mejor entendimiento de la biomecánica de los dinosaurios, y los estudios de los paleontólogos Andreas Christian y Holger Preuschoft sobre la resistencia a la flexión de la espalda de Plateosaurus, llevó a la amplia aceptación de una postura erguida y digitígrada y de una posición aproximadamente horizontal de la espalda. Muchos investigadores eran de la opinión de que Plateosaurus podía usar tanto una postura cuadrúpeda (para bajas velocidades) como bípeda (para una locomoción rápida), y Wellnhofer insistió en que la cola se curvaba notablemente hacia abajo, haciendo que la postura bípeda fuera imposible. Sin embargo, Moser mostró que de hecho la cola era recta.

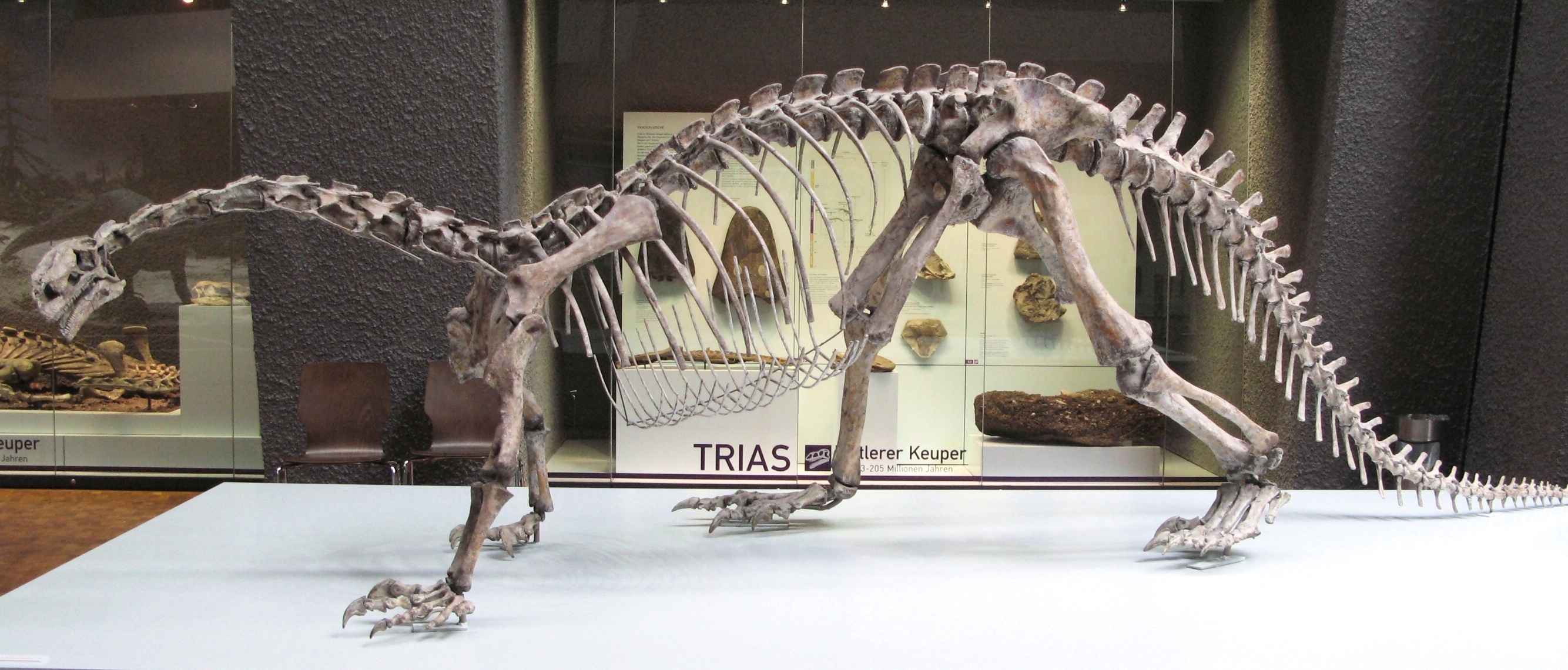
Montura de la réplica de SMNS 13200. Un ejemplo de las monturas de esqueletos desactualizadas en postura cuadrúpeda en el Museo Estatal de Historia Natural de Stuttgart. La cintura escapular está en una posición inviable anatómicamente, el codo está desarticulado, y la caja torácica tiene una forma errónea, siendo ancha en vez de ser alta y oval.

El consenso de "bípedo-cuadrúpedo" fue cambiado por un detallado estudio de los miembros delanteros de Plateosaurus por Bonnan y Senter (2007), el cual mostró claramente que Plateosaurus era incapaz de mantener sus manos en pronación. Las manos en pronación en algunas monturas de esqueletos en museos se lograba al intercambiar la posición del radio y el cúbito en el codo. La carencia de pronación en el miembro delantero significa que Plateosaurus era exclusivamente bípedo (y por tanto incapaz de caminar de ninguna otra forma). Los indicadores adicionales de un modo de locomoción puramente bípedo son la gran diferencia de longitud entre las extremidades (las patas son aproximadamente el doble de largas que los brazos), el rango de movimiento muy limitado de los brazos, y el hecho de que el centro de masa descansa directamente sobre las extremidades posteriores.
Plateosaurus muestra algunas adaptaciones propias de un corredor, incluyendo una postura erguida de los miembros posteriores, una parte inferior de la pata relativamente larga, un alargado metatarso y la postura digitígrada del pie. Sin embargo, en contraste con los mamíferos corredores, el brazo de momento de los músculos extensores es corto, especialmente en el tobillo, en donde falta un distintivo tubérculo que incremente el brazo de momento en el calcáneo. Esto significa que en contraste con los mamíferos corredores, Plateosaurus probablemente no realizaba zancadas con una fase aérea (sin apoyo en el suelo). En su lugar, Plateosaurus debió haber incrementado su velocidad al usar rápidas frecuencias de zancadas, creados por una rápida y poderosa retracción de las extremidades. El uso de la retracción en lugar de la extensión es típica entre los dinosaurios no avianos.

### Alimentación y dieta
Hasta la década de 1980, los paleontólogos seguían discutiendo la posibilidad de que los "prosaurópodos" tuvieran una alimentación carnívora. Sin embargo, la hipótesis según la cual estos animales eran exclusivamente carnívoros se ha desacreditado, y todos los estudios recientes favorecen una forma de vida herbívora u omnívora para estos animales.

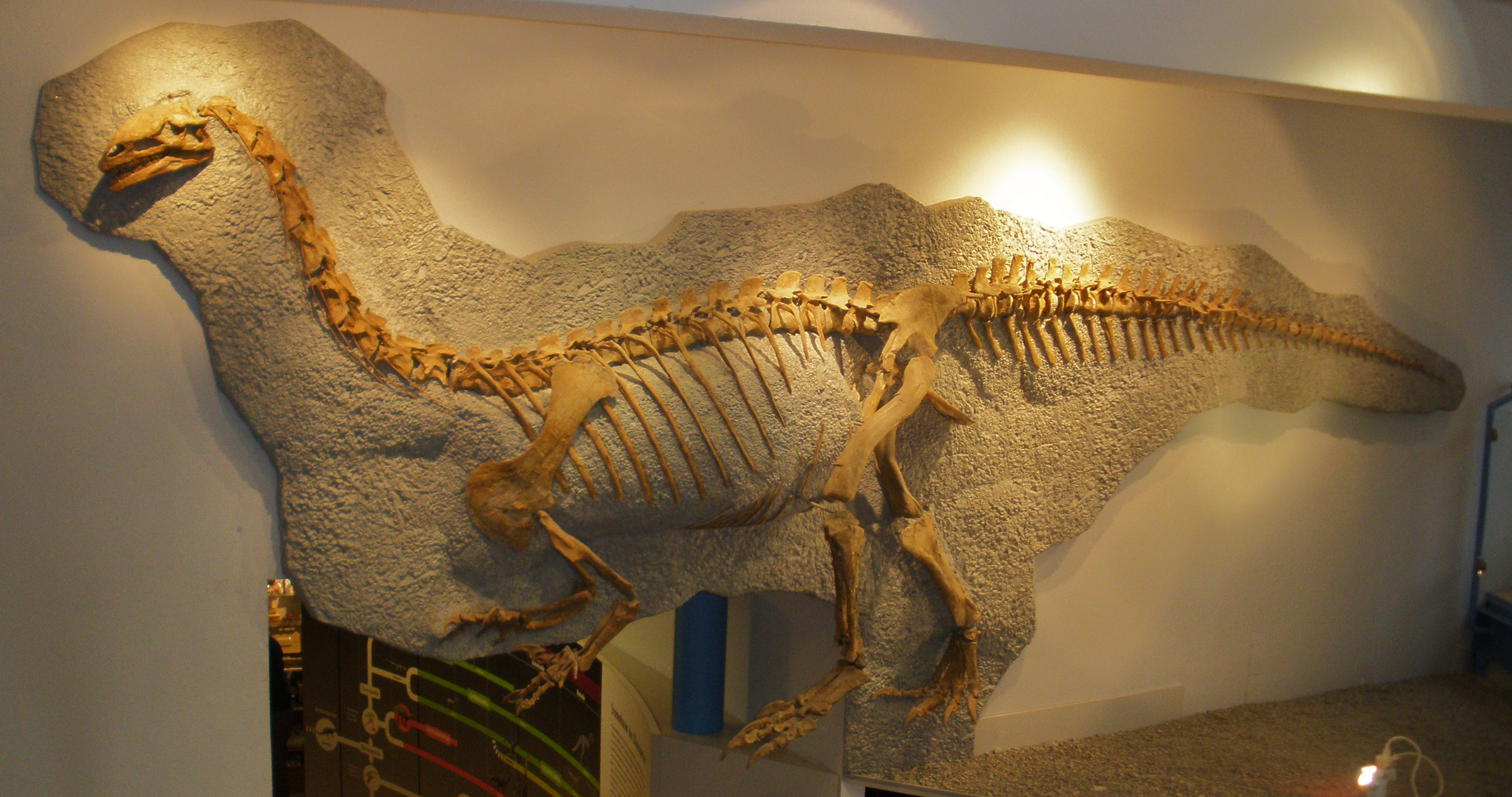
Fósil de Plateosaurus engelhardti, un dinosaurio.

Importantes características craneales (como la articulación de la mandíbula) de muchos «prosaurópodos» son más parecidas a las de los reptiles herbívoros que a los carnívoros, y la forma de la corona dental es parecida a la de las iguanas modernas herbívoras u omnívoras. La máxima anchura de la corona era mayor que la de la raíz de los dientes en muchos «prosaurópodos», incluyendo a Platosaurus; esto da como resultado un borde cortante similar al de los actuales reptiles herbívoros u omnívoros.

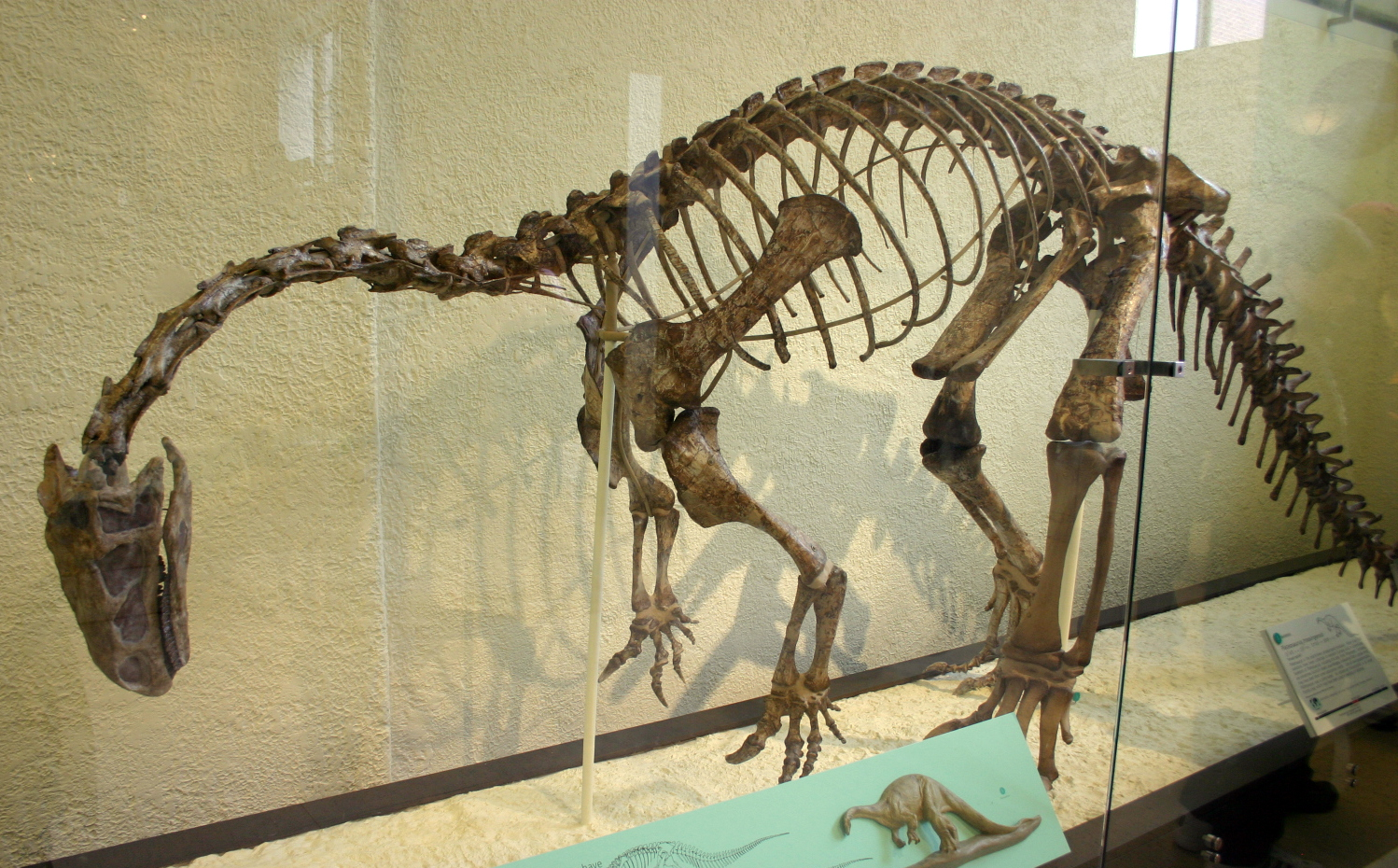
Esqueleto del espécimen casi completo AMNH FARB 6810 de Trossingen, Alemania

Paul Barrett propuso que los prosaurópodos complementaban sus dietas herbívoras con presas pequeñas o carroña. No se han encontrado fósiles de Plateosaurus con gastrolitos (piedras estomacales) en el área del estómago. La antigua y ampliamente citada idea de que todos los dinosaurios grandes (y de manera implícita también Plateosaurus) tragaban gastrolitos para ayudar a su digestión debido a su capacidad relativamente limitada para procesar la comida en la boca ha sido refutada por un estudio realizado por Oliver Wings sobre la abundancia, peso y superficie de los hallazgos fósiles de gastrolitos comparados con los aligátores y avestruces. El uso de gastrolitos para la digestión parece haberse desarrollado más bien en la línea evolutiva que va de los terópodos basales a las aves, con un desarrollo paralelo en el ceratopsio Psittacosaurus.

### Crecimiento, metabolismo y esperanza de vida

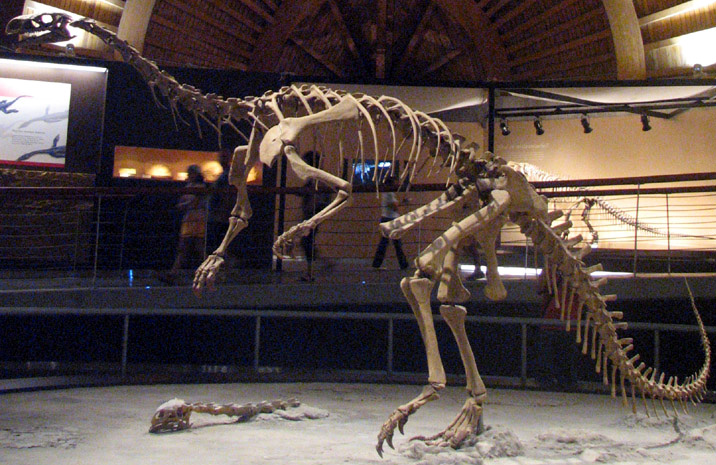
Esqueleto de Plateosaurus en el Museo del Jurásico de Asturias.

Al igual que todos los dinosaurios no avianos que han sido estudiados, Plateosaurus crecía con un patrón de crecimiento diferente al de los actuales aves y mamíferos. En sus parientes cercanos, los saurópodos que tenían la típica fisiología dinosauriana, el crecimiento era inicialmente rápido, y continuaba algo más lentamente tras la madurez sexual, pero este era determinado; es decir, los animales paraban de crecer después de alcanzar un tamaño máximo. Los mamíferos crecen rápidamente, pero su madurez sexual se alcanza generalmente al final de la etapa de rápido crecimiento. En ambos grupos, el tamaño final es relativamente constante, siendo los humanos atípicamente variables. Los reptiles modernos muestran un patrón de crecimiento parecido al de los saurópodos, inicialmente rápido, luego desacelerando tras la madurez sexual, y casi deteniéndose en una edad avanzada. Sin embargo, su tasa de crecimiento inicial es mucho más baja que la de los mamíferos, aves y dinosaurios. El crecimiento reptiliano es además muy variable, de modo que individuos de la misma edad pueden tener tamaños muy diferentes, y sus tamaños finales también varían significativamente. En las especies actuales, este patrón de crecimiento se vincula con la regulación del comportamiento por la termorregulación y una baja tasa metabólica (es decir, ectotermia), y es conocido como «plasticidad del desarrollo».
Plateosaurus seguía una trayectoria de crecimiento parecida a la de los saurópodos, pero con una tasa de crecimiento y un tamaño final variables como en los reptiles actuales probablemente en respuesta a factores ambientales que podían afectar, por ejemplo, a la disponibilidad de comida. Algunos individuos alcanzaron su desarrollo total con solo 4.8 metros de longitud, mientras que otros alcanzaban los 10 metros. No obstante, la microestructura ósea indica un crecimiento rápido, como en los saurópodos y los mamíferos extintos, lo cual sugiere endotermia. Plateosaurus aparentemente representa una etapa inicial en el desarrollo de la endotermia, en la cual la misma estaba separada de la plasticidad en el desarrollo. Esta hipótesis se basa en un detallado estudio de la histología de los huesos largos de Plateosaurus llevado a cabo por Martin Sander y Nicole Klein de la Universidad de Bonn. Un indicio adicional de endotermia es el tipo de pulmón de Plateosaurus que sería parecido al de las aves.
La histología de los huesos largos también ha permitido estimar la edad que alcanzaba un individuo específico. Sander y Klein hallaron que algunos individuos estaban completamente desarrollados a los 12 años de edad, otros aún estaban creciendo lentamente a los 20 años, y un individuo aún estaba en la etapa rápida de crecimiento a los 18 años. El individuo más viejo encontrado tenía 27 años y seguía creciendo; muchos individuos se situaban entre los 12 a 20 años de edad. No obstante, algunos pueden haber vivido mucho más, debido a que los fósiles de Frick y Trossingen son todos de animales que murieron en accidentes, y no por vejez. Debido a la ausencia de individuos de menos de 4.8 metros de longitud, no es posible deducir una serie ontogénica completa para Plateosaurus o determinar la tasa de crecimiento de animales de menos de 10 años de edad.

### Patrones de actividad diaria
Las comparaciones entre los anillos escleróticos y el tamaño estimado de la órbita ocular de Plateosaurus y especies de aves y reptiles modernos sugieren que puede haber sido catemeral, es decir activo durante el día y la noche, posiblemente evitando el calor del mediodía.

## Paleoecología
En algunas localidades se han hallado grupos de fósiles individuales completos, lo cual indica que las manadas viajaban juntas en el desierto árido del Triásico Superior de Europa, buscando alimentación y nuevos territorios. Vivieron junto a terópodos de tamaño mediano como Liliensternus y Halticosaurus, y el minúsculo Procompsognathus, entre otros contemporáneos se incluyen tortugas tempranas como Proganochelys, anfibios temnospóndilos, aetosaurios, mamíferos primitivos, pterosaurios, esfenodóntidos y peces.